# Gundiganur, Siruguppa
Gundiganur là một làng thuộc tehsil Siruguppa, huyện Bellary, bang Karnataka, Ấn Độ.